# Martin Lewis Perl

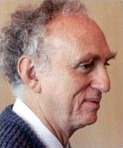
Martin L. Perl

Martin Lewis Perl (* 24. Juni 1927 in New York City, New York; † 30. September 2014 in Palo Alto, Kalifornien) war ein US-amerikanischer Physiker. Für seine Entdeckung des Tauons erhielt er zusammen mit Frederick Reines 1995 den Nobelpreis für Physik.

## Werdegang
Perl war der Sohn jüdischer Einwanderer aus dem damals zu Russland gehörigen Polen, schloss 1942 in Brooklyn die High School ab und studierte Chemieingenieurwesen am Brooklyn Polytechnic Institute, wo er 1948 seinen Abschluss machte (Summa cum laude). Während des Zweiten Weltkriegs war er bei der Handelsmarine und arbeitete danach von 1948 bis 1950 als Ingenieur bei General Electric in Schenectady. Dort hatte er vor allem mit der Produktion von Elektronenröhren zu tun und beschloss, ein Physikstudium anzuhängen. 1955 promovierte er an der Columbia University bei Isidor Isaac Rabi mit einer atomphysikalischen experimentellen Arbeit (Messung des Quadrupolmoments des Natriumkerns). Auf Anraten Rabis wechselte er zur Elementarteilchenphysik und ging 1955 als Instructor an die University of Michigan, wo er zunächst in der Blasenkammergruppe von Donald Glaser arbeitete. Er wurde Associate Professor an der University of Michigan, bevor er 1963 als Professor an das Stanford Linear Accelerator Center (SLAC) ging, wo er den größten Teil seiner Karriere arbeitete. Ab 2004 war er dort Professor Emeritus.
Zu seinen Doktoranden zählt Samuel C. C. Ting.
1981 wurde er Mitglied der National Academy of Sciences, bevor er 1997 in die American Academy of Arts and Sciences gewählt wurde. 1982 erhielt er den Wolf-Preis in Physik.

## Schriften
- Reflections on Experimental Science, World Scientific 1996
- The discovery of the tau lepton, in Lillian Hoddeson, Laurie Brown, Michael Riordan (Hrsg.): The Rise of the Standard Model, Cambridge University Press 1997, S. 79–100